# Tulipa praestans
Tulipa praestans H.B.May è una pianta bulbosa della famiglia delle Liliacee.

## Descrizione
Produce più fiori per bulbo (fino a 5), di un bel rosso macchiato di giallo alla base. Anche le foglie sono ornamentali, grazie a dei riflessi bluastri.

## Distribuzione e habitat
Questa specie è endemica del Tagikistan.

## Coltivazione
Ben si adatta ai giardini rocciosi e ai terreni ben drenati in genere. È resistente al gelo. Grazie alla sua versatilità esistono molte varietà in commercio, molto apprezzate in tutto il mondo